# Gouvernement Urkullu I
 Pays basque
López Urkullu II
Le gouvernement Urkullu I est le gouvernement du Pays basque du 17 décembre 2012 au 28 novembre 2016, durant la Xe législature du Parlement basque. Il est présidé par Iñigo Urkullu.

## Composition
| Fonction | Titulaire | Titulaire                                    | Parti |
| --- | --------- | -------------------------------------------- | ----- |
| Président du gouvernement                                                                                    |           | Iñigo Urkullu Renteria                       | PNV   |
| Conseiller aux Administrations publiques et à la Justice Porte-parole, secrétaire du conseil de gouvernement |           | Josu Iñaki Erkoreka Gervasio                 | PNV   |
| Conseillère au Développement économique et à la Compétitivité                                                |           | María Arantza Tapia Otaegui                  | PNV   |
| Conseiller à l’Emploi et aux Politiques sociales                                                             |           | Juan María Aburto Rike (jusqu'au 10/02/2015) | PNV   |
| Conseiller à l’Emploi et aux Politiques sociales                                                             |           | Ángel Tarsicio Toña Güenaga                  | Sans  |
| Conseiller au Trésor et aux Finances                                                                         |           | Ricardo Gatzagaetxebarría Bastida            | PNV   |
| Conseillère à l'Éducation, à la Politique linguistique et à la Culture                                       |           | Cristina Uriarte Toledo                      | Sans  |
| Conseillère à la Sécurité                                                                                    |           | Estefanía Beltrán de Heredia Arroniz         | PNV   |
| Conseiller à la Santé                                                                                        |           | Jon Darpón Sierra                            | PNV   |
| Conseiller à l'Environnement et à la Politique territoriale                                                  |           | Ana Isabel Oregi Bastarrika                  | Sans  |